# 糖胺聚糖

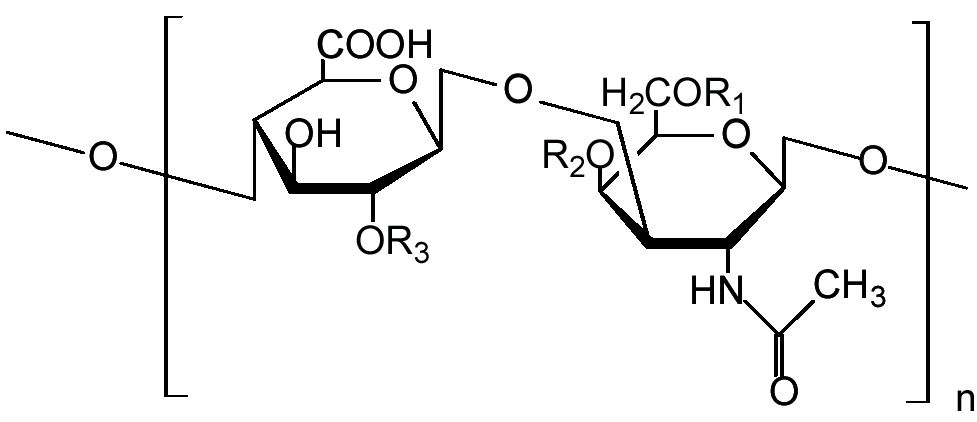
硫酸软骨素（Chondroitin sulfate）

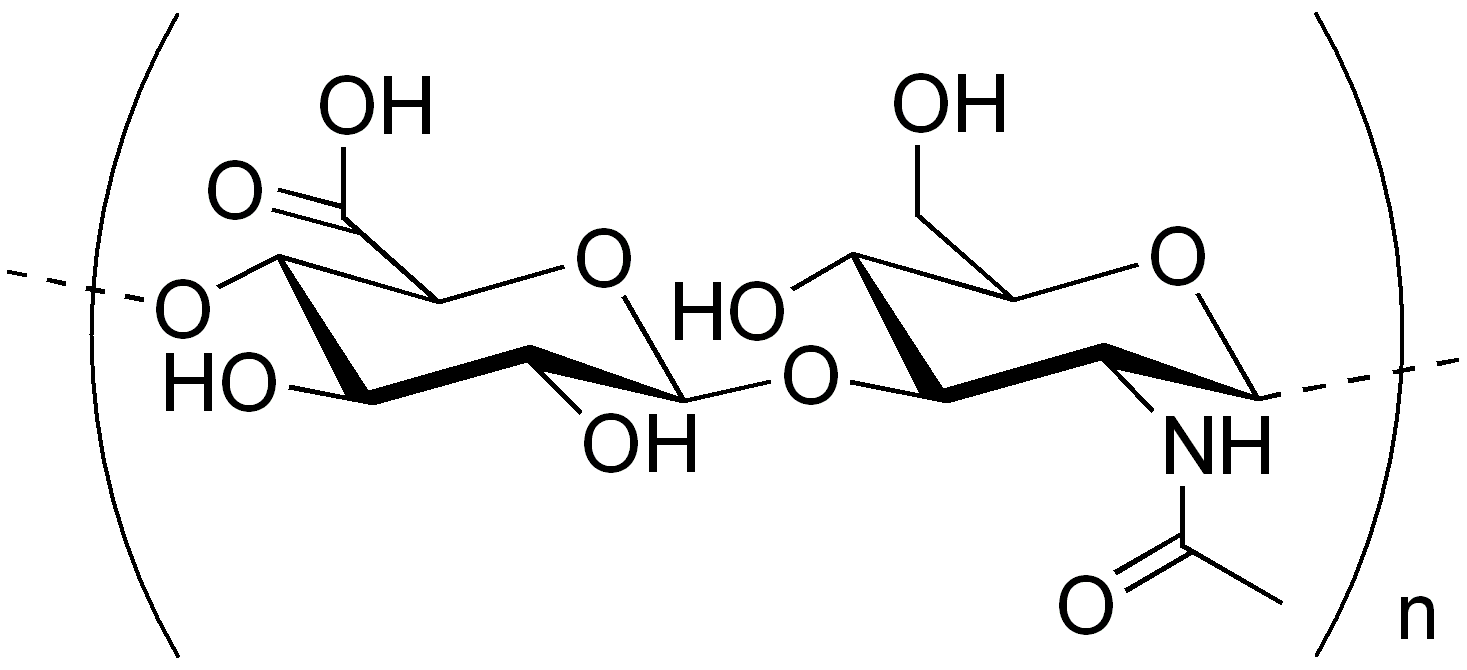
透明質酸（Hyaluronan） (-4GlcUAβ1-3GlcNAcβ1-)_{n}

糖胺聚糖（glycosaminoglycan，GAGs），旧称黏多糖（mucopolysaccharide），是蛋白聚糖大分子中聚糖部分的总称。由糖胺的二糖重复单位组成，二糖单位中通常有一个是含氨基的糖，另一个常常是糖醛酸，并且糖基的羟基常常被硫酸酯化。糖胺聚糖可分为硫酸软骨素、硫酸皮肤素、硫酸角质素、透明质酸、肝素及硫酸乙酰肝素等类别。
醣胺聚醣（黏多醣）存在自然界許多物質當中，例如: 動物皮、動物軟骨甚至人體腸胃道或呼吸道表層黏膜就是由醣胺聚醣所組成，而許多食物富含醣胺聚醣，例如：秋葵、山藥、納豆、昆布等等，這些食物就是富含醣胺聚醣而有黏稠感，另外動物韌帶、肌腱、軟骨、骨組織等也含有動物性醣胺聚醣，只是一般常用動物膠原蛋白來統稱，所以豬皮、魚皮、雞皮、雞爪或豬腳等都是含有醣胺聚醣的食物補充來源。